# Alive or Just Breathing
Alive or Just Breathing è il secondo album in studio del gruppo musicale statunitense Killswitch Engage, pubblicaro il 21 maggio 2002 dalla Roadrunner Records.

## Tracce
1. Numbered Days – 3:35
2. Self Revolution – 3:08
3. Fixation on the Darkness – 3:37
4. My Last Serenade – 4:13
5. Life to Lifeless – 3:17
6. Just Barely Breathing – 5:41
7. To the Sons of Man – 1:57
8. Temple From the Within – 4:04
9. The Element of One – 4:08
10. Vide Infra – 3:27
11. Without a Name – 1:44
12. Rise Inside – 5:54

## Formazione
Gruppo
- Jesse Leach – voce
- Joel Stroetzel – chitarra
- Mike D'Antonio – basso
- Adam Dutkiewicz – batteria, chitarra, cori, pianoforte, produzione, ingegneria del suono

Altro personale
- Becka Dutkiewicz – voce secondaria in My Last Serenade
- Philip Labonte – voce secondaria in Self Revolution e To the Sons of Man
- Tom Gones – percussioni aggiuntive
- Andy Sneap – missing, mastering

## Classifiche
| Classifiche (2002) | Posizione massima |
| ------------------ | ----------------- |
| Stati Uniti        | 37                |